# Estación Chácara Klabin
Estación Chácara Klabin es una estación de intercambio de la Línea 2 - Verde y Línea 5 - Lila del metro de la ciudad brasileña de São Paulo.
Fue inaugurada el 9 de mayo del 2006, siendo una de las nuevas estaciones entregadas a la Línea 2-Verde, que se encuentra en expansión hasta el barrio Vila Prudente.
Está ubicada en la Rua Vergueiro, 4.200, en el barrio Chácara Klabin.
Esta es considerada la segunda estación con la menor demanda del metro de São Paulo, por delante solo de la Estación Vila das Belezas.

## Salidas
Las únicas dos salidas existentes en la estación, ambas están en la Rua Vergueiro, una del lado par y otra del lado impar.

## Características
Estación subterránea con plataforma central. Estructura en concreto aparente.
Capacidad de hasta 10 000 pasajeros por día.
Área construida de 13 285 m².

## Alrededores
- Museo del Cuerpo de Bomberos
- Museo Lasar Segall
- Liceo Pasteur
- Parque Modernista[3]
- Hospital de Clínicas FMUSP Rehabilitación
- Hospital SEPACO
- Centro de Salud Vila Mariana
- Terminal de Ómnibus Vila Mariana
- Rua Vergueiro

## Obras de arte
La estación no forma parte del Itinerario de Arte en las Estaciones (Metro de São Paulo).

## Tabla
| Sigla | Estación       | Inauguración             | Capacidad                  | Integración                            | Plataformas | Posición    | Comentarios                                                        |
| ----- | -------------- | ------------------------ | -------------------------- | -------------------------------------- | ----------- | ----------- | ------------------------------------------------------------------ |
| CKB   | Chácara Klabin | 9 de mayo de 2006        | 10 mil pasajeros hora/pico | Línea 5-Lila Bilhete Único de SPTrans  | Central     | Subterránea | Estación con plataforma central y estructura de concreto aparente. |
| CKB   | Chácara Klabin | 28 de septiembre de 2018 | 10 mil pasajeros hora/pico | Línea 2-Verde Bilhete Único de SPTrans | Central     | Subterránea | Estación con plataforma central y estructura de concreto aparente. |